# POWER7
POWER7 — микропроцессор, выпущенный компанией IBM в 2010 году на смену микропроцессору POWER6.

## Спецификация
POWER7 — многоядерный процессор, доступный в версиях с 4, 6 или 8 ядрами. Существует режим TurboCore в котором отключается половина ядер в 8-ядерном чипе, а оставшаяся половина получает доступ ко всем контроллерам памяти и кешам L3 и может работать на повышенных тактовых частотах. Такой режим полезен для последовательных вычислений. Производительность новых IBM Power 780 серверов с TurboCore оценивается как в 2 раза более высокая чем у систем на базе POWER6.
Каждое ядро поддерживает 4-поточный Simultaneous Multithreading (SMT).
Чип POWER7 содержит 1.2 миллиарда транзисторов на 567 мм2 кристалла. Выпускается по техпроцессу 45 нм. В отличие от POWER6 использует внеочередное исполнение инструкций (out-of-order) вместо in-order. Несмотря на снижение максимальной тактовой частоты по сравнению с POWER6 (4.25 ГГц против 5.0 ГГц), каждое ядро имеет большую производительность чем ядра POWER6, при этом ядер может быть в 4 раза больше.
Спецификации POWER7:
- 45 нм SOI процесс, 567 мм2
- 1.2 млрд транзисторов
- 3.0 — 4.25 ГГц — тактовая частота
- Доступны 4-чиповые микросборки (MCM) для суперкомпьютерных применений (пониженная частота, 800 Вт, требует водяного охлаждения)[4]
  - 4, 6 или 8 ядер на чип
    - 4-поточный SMT на ядро (начиная с ОС AIX 6.1 TL05 — апрель 2010 и более новых)
    - 12 исполнительных устройств на ядро:
      - 2 АЛУ фиксированной запятой
      - 2 устройства load/store
      - 4 АЛУ для обработки чисел с плавающей запятой двойной точности
      - 1 векторный модуль (VSX)
      - 1 десятичное АЛУ для вычислений с плавающей запятой
      - 1 устройство ветвления
      - 1 устройство условных регистров

  - 32+32 КБ кеши L1 (инструкции + данные) на ядро[5]
  - 256 КБ кеш L2 на ядро
  - 4 МБ кеш L3 на ядро; поддерживается до 32 МБ. Кеш реализован в виде eDRAM[6]

На каждом такте могут начать исполнение до 8 инструкций.
Оценка производительности в FLOPS: (8-ядерный процессор на 4.14 ГГц):
- до 33.12 GFLOPS на ядро
- до 264.96 GFLOPS на чип

## POWER7+
Процессор POWER7+ был представлен на конференции Hot Chips 24 в августе 2012 года. По сравнению с POWER7 были увеличены частоты, размер кеш-памяти, добавлены встроенные ускорители. Производится по техпроцессу 32 нм .
Используется в серверах серий IBM POWER 770 и 780. Всего чип может содержать до 80 МБ кеша L3 (по 10 МБ на каждое ядро), работать на частотах до 4.4 ГГц, и исполнять до 20 LPAR на ядро.

## Серверные системы на базе процессоров POWER7
8 февраля 2010 компания IBM представила серверы на основе процессора POWER7
- IBM Power 750
- IBM Power 755
- IBM Power 770
- IBM Power 780
- IBM Power 795

Блейд-серверы:
- BladeCenter PS700
- BladeCenter PS701
- BladeCenter PS702

На базе POWER7 построено несколько суперкомпьютерных проектов:
- PERCS
- Blue Waters
- IBM Watson

## История
В ноябре 2006 года IBM в результате соревнования получила право на заказ от DARPA (американского агентства оборонных технологий) на разработку суперкомпьютера, способного преодолеть барьер в несколько петафлоп. В контракте указывается, что разработанная архитектура должна также стать доступной для бизнес-применения. Заявка от IBM опиралась на три технологии: POWER7, операционную систему AIX и General Parallel File System (общую параллельную файловую систему).
Для установки процессора предполагается создать гнездо, общее для POWER7 и будущих версий AMD Opteron.